# Cupido (mythologie)
Cupido of Amor is in de Romeinse mythologie de god van de liefde. Het Griekse equivalent van Cupido is Eros.
Cupido wordt meestal afgebeeld als een naakt, mollig jongetje met vleugeltjes en een pijl-en-boog. Hij schiet, volgens de mythe, magische pijlen in harten van mensen en goden om deze verliefd te laten worden. Zelf verloor Cupido zijn hart aan de oogverblindend mooie Psyche, een koningsdochter met twee zusters.
Hij is in bezit van twee soorten pijlen, één om mensen verliefd te maken, een mooie scherpe pijl met een gouden punt, en de andere om mensen elkaar te laten haten, een pijl met een stompe punt en een loden schacht. In verschillende mythes haalt hij er weleens wrede grappen mee uit.
Cupido was het hulpje, volgens sommigen zelfs de zoon, van de Romeinse godin van de liefde en de vruchtbaarheid Venus (in de Griekse mythologie bekend als Aphrodite). In sommige mythen is hij de zoon van Venus en Vulcanus, maar er zijn ook verhalen waarin hij de zoon is van Venus en haar minnaar Mars.

## Cupido in de kunst

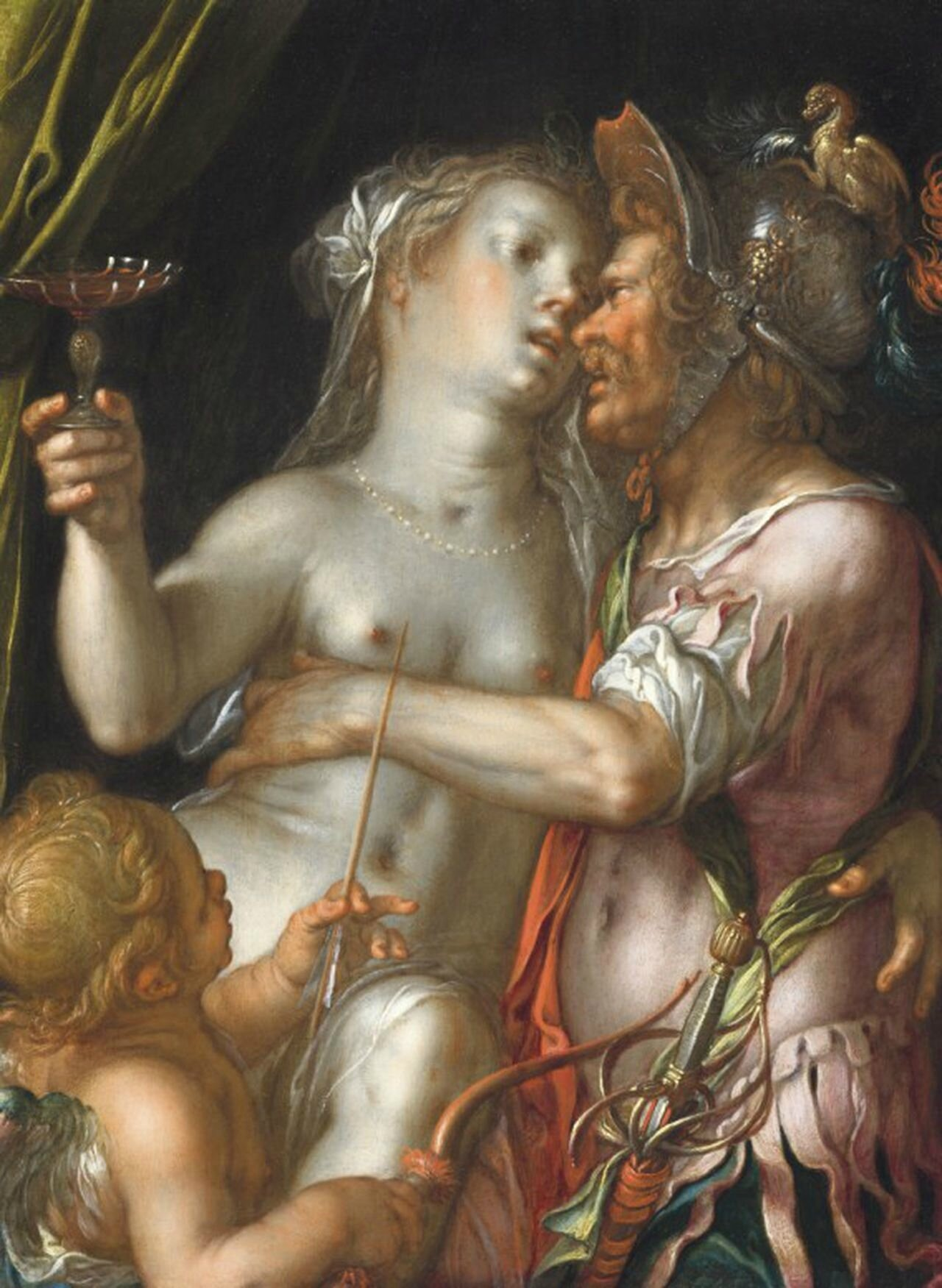
Venus, Mars and Cupido door Joachim Wtewael, rond 1610
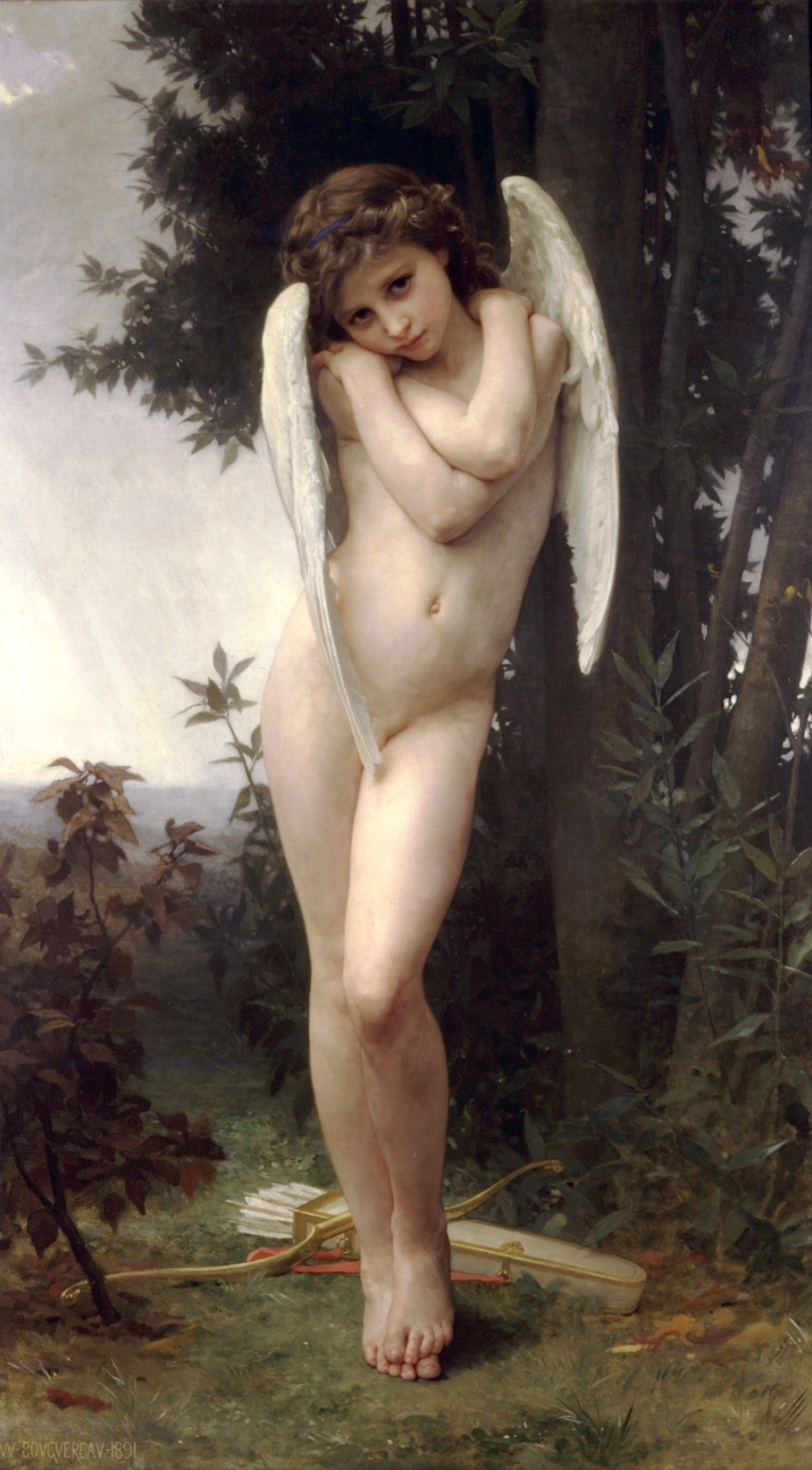
Cupidon door William Bouguereau, 1875
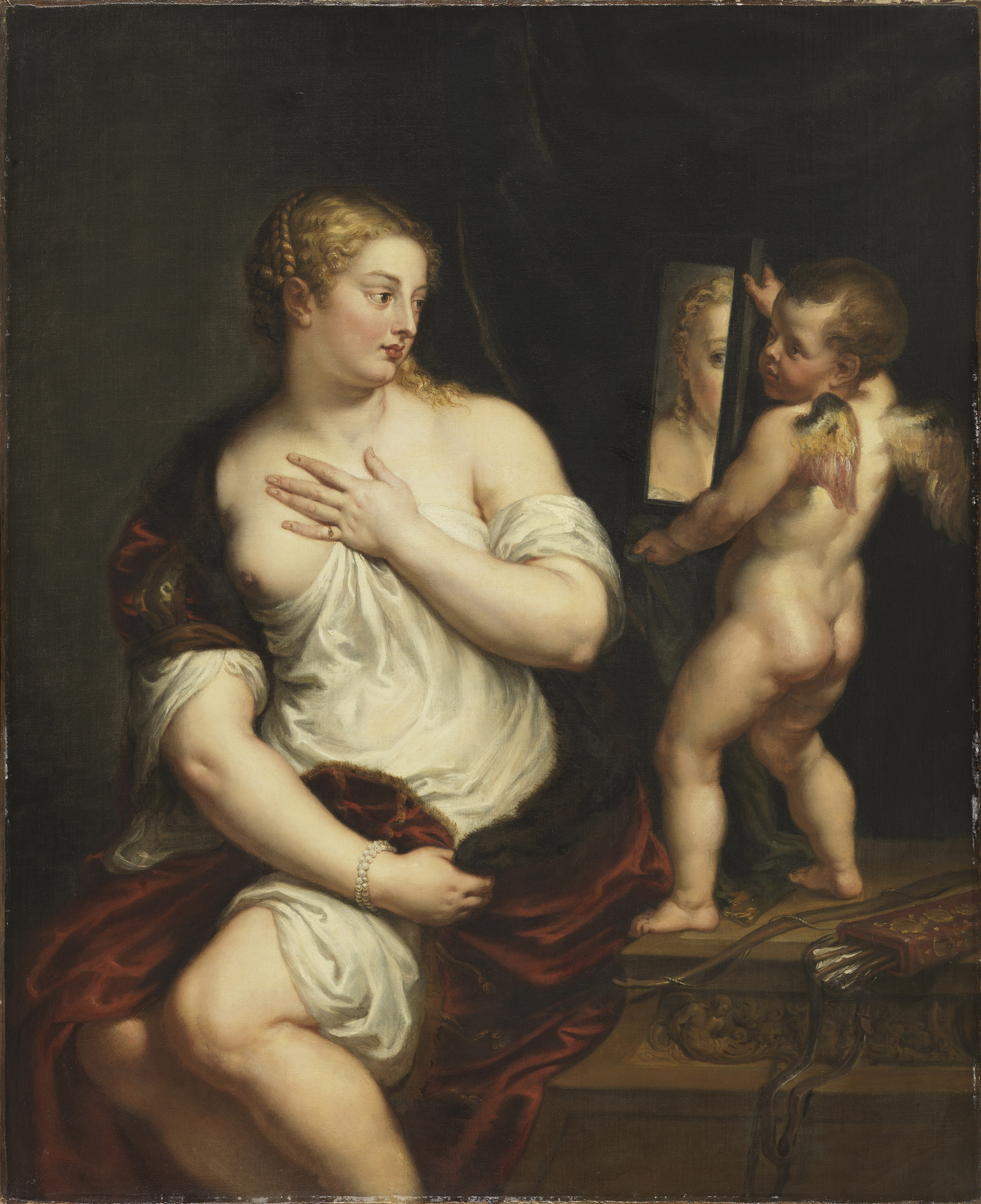
Venus en Cupido met een spiegel (1515), Museo Thyssen-Bornemisza te Madrid
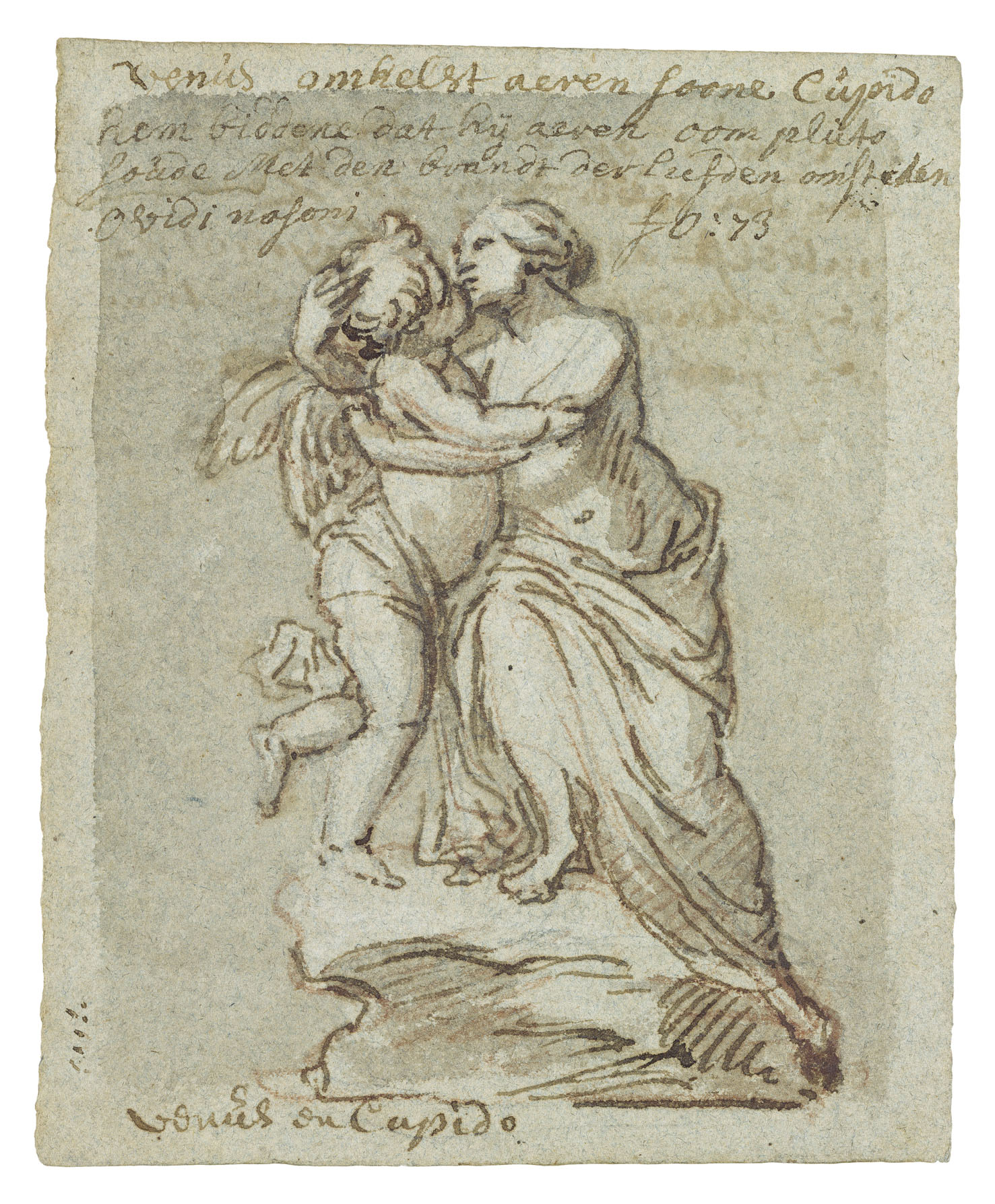
Ontwerp voor een beeld van Venus Cupido omhelzend, Museum Plantin-Moretus (bruikleen Erfgoedfonds)
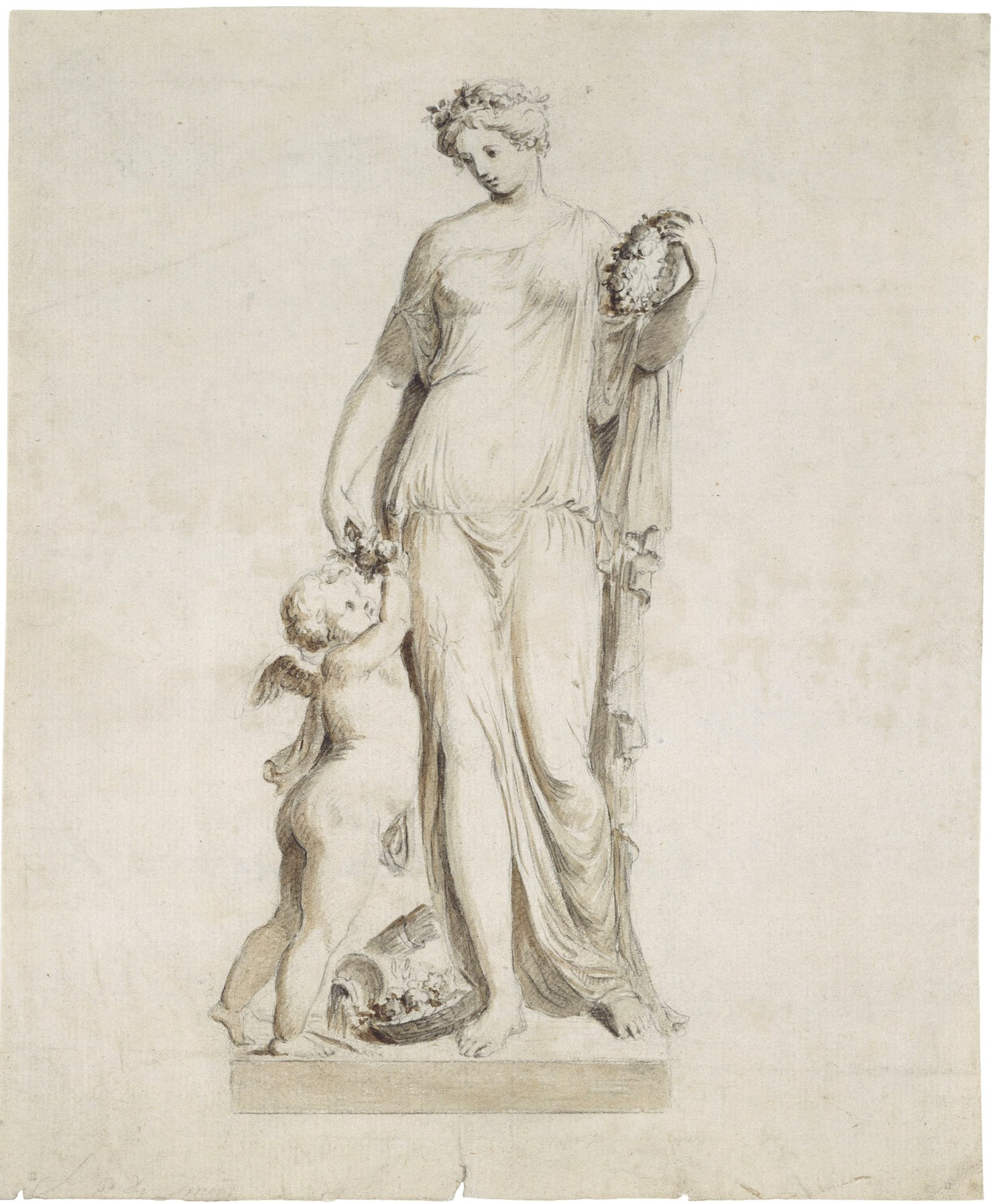
Anoniem, Flora en Cupido, Museum Plantin-Moretus (bruikleen Erfgoedfonds)